# Highland Football League 1992–93
Highland Football League 1992–93 với đội vô địch là Elgin City nhưng sau đó bị tước đi sau khi đưa vào sân các cầu thủ không hợp lệ. Vì vậy, chức vô địch bị bỏ trống.

## Bảng xếp hạng
| XH | Đội               | Tr | T  | H  | T  | BT  | BB  | HS   | Đ  |
| -- | ----------------- | -- | -- | -- | -- | --- | --- | ---- | -- |
| 1  | Elgin City        | 34 | 24 | 5  | 5  | 110 | 35  | +75  | 77 |
| 2  | Cove Rangers      | 34 | 23 | 4  | 7  | 78  | 37  | +41  | 73 |
| 3  | Lossiemouth       | 34 | 21 | 6  | 7  | 104 | 54  | +50  | 69 |
| 4  | Caledonian        | 34 | 21 | 6  | 7  | 76  | 41  | +35  | 69 |
| 5  | Ross County       | 34 | 19 | 7  | 8  | 87  | 49  | +38  | 64 |
| 6  | Huntly            | 34 | 19 | 5  | 10 | 96  | 55  | +41  | 62 |
| 7  | Clachnacuddin     | 34 | 17 | 7  | 10 | 47  | 34  | +13  | 58 |
| 8  | Inverness Thistle | 34 | 17 | 6  | 11 | 55  | 50  | +5   | 57 |
| 9  | Buckie Thistle    | 34 | 17 | 4  | 13 | 62  | 55  | +7   | 55 |
| 10 | Fraserburgh       | 34 | 15 | 7  | 12 | 63  | 52  | +11  | 52 |
| 11 | Deveronvale       | 34 | 14 | 4  | 16 | 57  | 71  | −14  | 46 |
| 12 | Keith             | 34 | 12 | 9  | 13 | 46  | 59  | −13  | 45 |
| 13 | Brora Rangers     | 34 | 11 | 8  | 15 | 72  | 74  | −2   | 41 |
| 14 | Peterhead         | 34 | 8  | 10 | 16 | 61  | 80  | −19  | 34 |
| 15 | Rothes            | 34 | 4  | 8  | 22 | 42  | 104 | −62  | 20 |
| 16 | Fort William      | 34 | 5  | 4  | 25 | 37  | 89  | −52  | 19 |
| 17 | Forres Mechanics  | 34 | 4  | 6  | 24 | 40  | 94  | −54  | 18 |
| 18 | Nairn County      | 34 | 1  | 2  | 31 | 26  | 126 | −100 | 5  |

Nguồn: Scottish Football Historical Archive - Highland League Final Tables
Quy tắc xếp hạng: 1. Điểm; 2. Hiệu số bàn thắng; 3. Số bàn thắng.
(VĐ) = Vô địch; (XH) = Xuống hạng; (LH) = Lên hạng; (O) = Thắng trận Play-off; (A) = Lọt vào vòng sau. 
Chỉ được áp dụng khi mùa giải chưa kết thúc: 
(Q) = Lọt vào vòng đấu cụ thể của giải đấu đã nêu; (TQ) = Giành vé dự giải đấu, nhưng chưa tới vòng đấu đã nêu.

Bản mẫu:Bóng đá Scotland 1992–93